# Гексахлорацетон
Гексахлорацето́н — хлорорганическое соединение, производное ацетона,  с общей формулой ССl3-CO-CCl3. Относится классу галогенпроизводных кетонов. Как и многие хлорорганические соединения обладает ярко выраженным раздражающим воздействием на кожу и слизистые оболочки (ирритант).

## Получение
Гексахлорацетон получают исчерпывающим жидкофазным хлорированием изопропилового спирта или ацетона до пентахлорацетона с последующим его каталитическим хлорированием до образования гексахлорпроизводного:
{\displaystyle {\mathsf {CH_{3}CHOHCH_{3}+6Cl_{2}\rightarrow CCl_{3}COCHCl_{2}+7HCl}}}
{\displaystyle {\mathsf {CCl_{3}COCHCl_{2}+Cl_{2}\rightarrow CCl_{3}COCCl_{3}+HCl}}}
Наиболее высокий выход гексахлорацетона (85%) получается жидкофазным хлорированием трихлорацетона под действием катализатора (активированного угля):
{\displaystyle {\mathsf {CCl_{3}COCH_{3}+3Cl_{2}\rightarrow CCl_{3}COCCl_{3}+3HCl}}}

## Физические свойства
Представляет собой тяжёлую бесцветную жидкость c характерным неприятным запахом, практически не растворимую в воде, но медленно с ней взаимодействует, образуя частично растворимый гидрат C3Cl6O·H2O (т.плав. 15 °С), хорошо растворяется в органических растворителях. Температура плавления -2 °С, чистый гексахлорацетон кипит при 204 °С. Плотность при 12 °С составляет 1,744 г/см3, давление паров 40 мм рт. ст. (5,33 кПа, 110 °С), показатель преломления 1,7439 (25 °С).

## Химические свойства
Реакция гидратации.
Гексахлорацетон взаимодействует с водой, образуя мономолекулярный гидрат:
{\displaystyle {\mathsf {CCl_{3}COCCl_{3}+nH_{2}O\rightarrow CCl_{3}COCCl_{3}*nH_{2}O}}}
Реакции элиминирования (расщепления).
При взаимодействии гексахлорацетона с водными растворами щелочей при обычной температуре расщепляется с образованием солей трихлорацета и хлороформа:
{\displaystyle {\mathsf {CCl_{3}COCCl_{3}+NaOH\rightarrow CCl_{3}COONa+CHCl_{3}}}}
Со спиртовыми растворами щелочей образует хлороформ и эфиры трихлоруксусной кислоты:
{\displaystyle {\mathsf {CCl_{3}COCCl_{3}+ROH\rightarrow CCl_{3}COOR+CHCl_{3}}}}
В водных растворах аммиака расщепляется на хлороформ и трихлорацетамид:
{\displaystyle {\mathsf {CCl_{3}COCCl_{3}+NH_{3}\rightarrow CCl_{3}CONH_{2}+CHCl_{3}}}}

## Применение
Гексахлорацетон применяется в основном для синтеза фторпроизводных ацетона, а также для одновременного получения хлороформа и трихлорацетата. В сельском хозяйстве под маркой ГХА используется в качестве гербицида для борьбы с сорняками однодольных растений (злаков).

## Токсикология
Животные Для белых мышей при вдыхании паров ЛК50 = 0,92 мг/л. Минимальная смертельная концентрация 0,78 мг/л. При остром отравлении — раздражение глаз и дыхательных путей, возбуждающее и угнетающее действие на центральную нервную систему. У мышей найдены бронхиты, зернистая дистрофия печени, почек, сердечной мышцы. Для белых крыс при экспозиции 3 часа ЛК50 = 7,15 мг/л, а при 6 часов — 3,9 мг/л. На вскрытии — 
обширные кровоизлияния и ожоги в лёгких. После однократного 2-часового воздействия 1 мг/л гексахлорацетона определяется в крови животных в течение 4—5 суток, а в моче— 12—15 суток. Воздействие на крыс в продолжение 4 месяцев по 4 часа в день концентраций 0,003—0,005 мг/л. вызывало те же изменения, что и пентахлорацетон в аналогичных условиях. 
Человек Порог раздражающего действия паров 0,001—0,0009 мг/л.
Действие на кожу У кроликов при нанесении на кожу — воспалительная реакция с образованием струпа. 
Предельно допустимая концентрация 0,5 мг/м3.